# Birkenkofel
De Birkenkofel (Italiaans: Croda dei Baranci) is een berggroep in de Italiaanse Dolomieten. De groep ligt ten noorden van de bekende rotstorens van de Tre Cime di Lavaredo. Het hoogste punt wordt gevormd door een gelijknamige 2922 meter hoge top.
De berggroep wordt door drie bergdalen omgeven; het Birkental in het noorden, het Innerfeldtal in het oosten en in het westen door het Höhlensteintal. Ten zuiden van de Birkenkofel strekt zich de enorme bergweide Schafalpe uit. Karakteristiek voor de Birkenkofel zijn de twee hellende vlaktes aan de zuidzijde van de Hochebenkofel (2905 m) en Unterebenkofel (2705 m).